# K Verbroedering Balen
Pour les articles homonymes, voir Balen (homonymie).
Maillots
Dernière mise à jour : 3 août 2017.
Le Koninklijke Verbroedering Balen est un club de football belge localisé dans la commune campinoise de Balen, en province d'Anvers. Porteur du matricule 1774, le club joue en Jaune et Bleu. Le club tire son nom actuel d'une fusion, survenue en 1998, entre le K. Balense SK (matricule 1774) et le Balen Sporting RSV (matricule 2051). Ce dernier club était lui-même la résultante d'une fusion, en 1993, entre le K. Schoor Sport (2051) et KFC Rijsberg Sport (1751). Le club a évolue 5 saisons consécutivement en séries nationales entre 1942 et 1948, toutes au 3e niveau, sous le nom de Balensche Sportclub. Il évolue en troisième provinciale lors de la saison 2017-2018.

## Histoire

### Fondation et affiliations
En 1915, une équipe de quartier est fondée à Balen. Elle joue principalement des rencontres amicales contre des équipes des villages voisins. Dix ans plus tard, elle demande son affiliation à l'URBSFA, et dispute les compétitions d'une ligue régionale concurrente en attendant que sa demande soit acceptée. En 1928, le club s'affilie officiellement à la « Vlaams Voetbal Bond ». Un an plus tard, il rejoint la « Kempische Voetbal Verbond », une ligue mineure inféodée à l'Union Belge. Finalement, le 29 août 1931, le club est officiellement affilié à la Fédération belge, qui lui attribue le matricule 1774. Il adapte peu après son nom en Baelense Sport Club.

### Deux autres clubs naissent dans la ville
La même année, un autre club est fondé dans la commune, le Football Club Rijsberg Sport, qui s'est affilié à l'Union Belge deux jours avant Balen Sport, et porte le matricule 1751. Ce club évolue sur un terrain situé dans le quartier du Rijsberg. Deux ans plus tard, un autre club voit le jour à Balen, cette fois dans le quartier du Schoorheide. Baptisé Schoor Sport, il s'affilie à l'URBSFA le 1er octobre 1933, et reçoit à cette occasion le matricule 2051.

### Passage en nationales
Le club dispute d'abord les compétitions régionales et provinciales de l'URBSFA, et rejoint la Promotion, alors troisième et dernier niveau national, en 1942.  Pour sa première saison en nationales, le club termine quatrième dans sa série, puis dixième la saison suivante. Après l'interruption des compétitions due aux derniers combats de la Seconde Guerre mondiale, le club décroche une fort belle deuxième place en 1946, à sept points du vainqueur, Mol Sport. Devenu au sortir du conflit le Balense Sport Club pour suivre l'évolution de l'orthographe moderne, le club ne pourra pas rééditer cette performance les saisons suivantes. Dixième en 1947, il finit quinzième et avant-dernier la saison suivante, place synonyme de relégation vers les séries provinciales.

### Fusion des trois clubs de Balen
Depuis ces cinq saisons consécutives au niveau national, le club reste cantonné aux séries provinciales anversoises. Le 9 avril 1975, le club flamandise son nom et devient le Balense Sportkring. Reconnu « Société Royale » en 1986, il adapte à nouveau son nom le 24 avril de cette même année pour devenir le Koninklijke Balense Sportkring. Les deux autres clubs de l'entité de Balen obtiennent également ce statut à la même période. Le FC Rijsberg Sport (matricule 1751), devient le KFC Rijsberg Sport le 3 septembre 1981, tandis que Schoor Sport (matricule 2051) devient le K. Schoor Sport dans le courant de l'année 1983.

Ancien logo du K. Verbr. Balen

Le 1er juillet 1993, une première fusion a lieu entre le K Schoor Sport et le KFC Rijsberg Sport, pour former le Balen Sporting Rijsberg Schoor Verbroedering. Le club fusionné conserve le matricule 2051 de Schoor, celui de Rijsberg étant radié par la Fédération. Cinq ans plus tard, une nouvelle fusion a lieu. Elle concerne le club précédemment créé et le K Balen Sportkring. Le nouveau club ainsi créé prend le nom de Koninklijke Verbroedering Balen, et garde le matricule 1774 de Balen. Le matricule 2051 est à son tour radié des listes de l'URBSFA.

## Résultats dans les divisions nationales
Statistisques mises à jour le 21 juin 2013

### Bilan
| Niv | Divisions     | Jouées | Titres | TM Up | TM Down |
| --- | ------------- | ------ | ------ | ----- | ------- |
| I   | 1re nationale | 0      | 0      |       |         |
| II  | 2e nationale  | 0      | 0      |       |         |
| III | 3e nationale  | 5      | 0      |       |         |
| IV  | 4e nationale  | 0      | 0      |       |         |
| V   | 5e nationale  | 0      | 0      |       |         |
|     |               |        |        |       |         |
|     | TOTAUX        | 5      | 0      | 0     | 0       |

- TM Up : test-match pour départager des égalités, ou toutes formes de Barrages ou de Tour final pour une montée éventuelle.
- TM Down : test-match pour départager des égalités, ou toutes formes de Barrages ou de Tour final pour le maintien.

### Classement saison par saison
| Ordre               | Saison  | Nom du club               | Niveau                    | Classement final          | Remarques                 |
| ------------------- | ------- | ------------------------- | ------------------------- | ------------------------- | ------------------------- |
| 1                   | 1942-43 | Balensche SC              | Promotion (D3) série C    | 4e/15                     |                           |
| 2                   | 1943-44 | Balensche SC              | Promotion (D3) série B    | 10e/16                    |                           |
|                     | 1944-45 | Compétitions interrompues | Compétitions interrompues | Compétitions interrompues | Compétitions interrompues |
| 3                   | 1945-46 | Balensche SC              | Promotion (D3) série B    | 2e/19                     |                           |
| 4                   | 1946-47 | Balensche SC              | Promotion (D3) série A    | 10e/18                    |                           |
| 5                   | 1947-48 | Balensche SC              | Promotion (D3) série D    | 15e/16                    | Relégué !                 |
| séries provinciales |         |                           |                           |                           |                           |

### Sources et liens externes
- (nl) « Fiche de l'équipe », sur Belgian Soccer Database (Balense SK)
- (nl) « Fiche de l'équipe », sur Belgian Soccer Database (KV Balen)
- Site officiel du K. Verbroedering Balen